# Pollenia dysethria
Pollenia dysethria är en tvåvingeart som beskrevs av Dear 1986. Pollenia dysethria ingår i släktet vindsflugor, och familjen spyflugor. Inga underarter finns listade i Catalogue of Life.